# Landgericht Prenzlau
Das Landgericht Prenzlau war ein preußisches Gericht der ordentlichen Gerichtsbarkeit im Bezirk des Kammergerichtes mit Sitz in Prenzlau.

## Geschichte
Das königlich preußische Landgericht Prenzlau wurde mit Wirkung zum 1. Oktober 1879 als eines von neun Landgerichten im Bezirk des Kammergerichtes gebildet. Vorher bestanden in der Provinz Brandenburg die beiden Appellationsgerichte Frankfurt a. d. Oder und das Kammergericht in Berlin. Der Sitz des Gerichtes war Prenzlau Das Landgericht war danach für die Kreise Angermünde, Prenzlau und Templin, den größten Teil des Landkreises Ober-Barnim sowie kleine Teile des Landkreises Königsberg Nm. zuständig. Ihm waren folgende zwölf Amtsgerichte zugeordnet:
| Amtsgericht                       | Sitz                  | Bezirk |
| --------------------------------- | --------------------- | --- |
| Amtsgericht Angermünde            | Angermünde            | Kreis Angermünde ohne die Teile, die den Amtsgerichten Eberswalde, Oderberg und Schwedt zugeordnet waren |
| Amtsgericht Brüssow               | Brüssow               | aus dem Landkreis Prenzlau der Stadtbezirk Brüssow, die Amtsbezirke Battin, Brüssow, Caselow, Klockow, Menkin, Polzow, Rossow und Züsedom, der Amtsbezirk Schönfeld ohne den Gemeindebezirk und Gutsbezirk Tornow sowie den Gemeindebezirk Wallmow und den Gemeindebezirk und Gutsbezirk Schwaneberg aus dem Amtsbezirk Schmölln |
| Amtsgericht Eberswalde            | Eberswalde            | - aus dem Landkreis Angermünde der Stadtbezirk Joachimsthal, die Amtsbezirke Amt Joachimsthal und Golze und der Amtsbezirk Amt Grimnitz ohne die Gutsbezirke Forstbezirk Glambeck und Schmelze mit Mellin - aus dem Landkreis Ober-Barnim die Stadtbezirke Biesenthal und Eberswalde, die Amtsbezirke Forstrevier Biesenthal, Grünthal, Hegermühle, Hohenfinow, Ladeburg, Lichterfelde, Trampe und Wolfswinkel und der Amtsbezirk Beiersdorf ohne den Teil, der dem Amtsgericht Alt-Landsberg zugeordnet war, und der Gutsbezirk Werftpfuhl aus dem Amtsbezirk Hirschfelde |
| Amtsgericht Freienwalde           | Freienwalde           | - aus dem Landkreis Königsberg N.M, die Amtsbezirke Glietzen-Hohenwutzen, Neuenhagen-Bralitz, Neu-Rüdnitz und Neu-Tornow und der Amtsbezirk Reetz ohne den Gemeindebezirk und Gutsbezirk Alt-Reetz - aus dem Landkreis Ober-Barnim der Stadtbezirk und Gesundbrunnen Freienwalde und die Amtsbezirke Altranft, Brunow, Cöthen, Forstrevier Sonnenburg-Torgelow und Wölsickendorf |
| Amtsgericht Lychen                | Lychen                | aus dem Landkreis Templin der Stadtbezirk Lychen und die Amtsbezirke Himmelpfort-Ost, Himmelpfort-West und Lychen, ein Teil des Amtsbezirks Boitzenburg und der Gemeindebezirk Densow sowie der Gemeindebezirk und Gutsbezirk Annenwalde aus dem Amtsbezirk Annenwalde |
| Amtsgericht Oderberg              | Oderberg              | aus dem Landkreis Angermünde der Stadtbezirk Oderberg und die Amtsbezirke Amt Chorin, Liepe und Neuendorf |
| Amtsgericht Prenzlau              | Prenzlau              | Kreis Prenzlau ohne die Teile, die den Amtsgerichten Brüssow und Strasburg zugeordnet waren sowie der Amtsbezirk Potzlow ohne den Gemeindebezirk und Gutsbezirk Pinnow aus dem Kreis Templin |
| Amtsgericht Schwedt               | Schwedt/Oder          | aus dem Landkreis Angermünde die Stadtbezirke Schwedt und Vierraden, die Amtsbezirke Heinersdorf und Herrschaft Schwedt, ein Teil des Amtsbezirks Landin, der Gemeindebezirk und Gutsbezirk Stendell aus dem Amtsbezirk Passow sowie der Gemeindebezirk Stützkow aus dem Amtsbezirk Stolpe-Crüssow |
| Amtsgericht Strasburg (Uckermark) | Strasburg (Uckermark) | aus dem Landkreis Prenzlau der Stadtbezirk Strasburg (Uckermark) und die Amtsbezirke Amalienhof, Brietzig, Klein-Luckow, Lauenhagen, Lübbenow, Neuensund, Wilsickow und Wolfshagen |
| Amtsgericht Templin               | Templin               | Kreis Templin ohne die Teile, die den Amtsgerichten Lychen, Prenzlau und Zehdenick zugeordnet waren |
| Amtsgericht Wriezen               | Wriezen               | Kreis Ober-Barnim ohne die Teile, die den Amtsgerichten Alt-Landsberg, Eberswalde, Freienwalde und Strausberg zugeordnet waren sowie aus dem Landkreis Königsberg, die Amtsbezirke Carlshof-Carlsbiese und Wustrow und der Gemeindebezirk und Gutsbezirk Alt-Reetz aus dem Amtsbezirk Reetz |
| Amtsgericht Zehdenick             | Zehdenick             | aus dem Landkreis Templin der Stadtbezirk Zehdenick, die Amtsbezirke Badingen, Forsthaus Zehdenick, Liebenberg, Neiersdorf, Ribbeck und Zehdenick und der Amtsbezirk Storkow ohne den Gemeindebezirk Hindenburg-Reinfeld |

Der Landgerichtsbezirk hatte 1888 zusammen 238.111 Einwohner. Am Gericht waren ein Präsident, ein Direktor und sechs Richter tätig. Am Amtsgericht Eberswalde bestand eine Strafkammer für die Amtsgerichte Eberswalde, Freienwalde, Oderberg und Wriezen.
Nach dem Zweiten Weltkrieg wurde statt des Landgerichtes Prenzlau das Landgericht Eberswalde eingerichtet.